# Iglesia de San Miguel Arcángel (Uriangato)

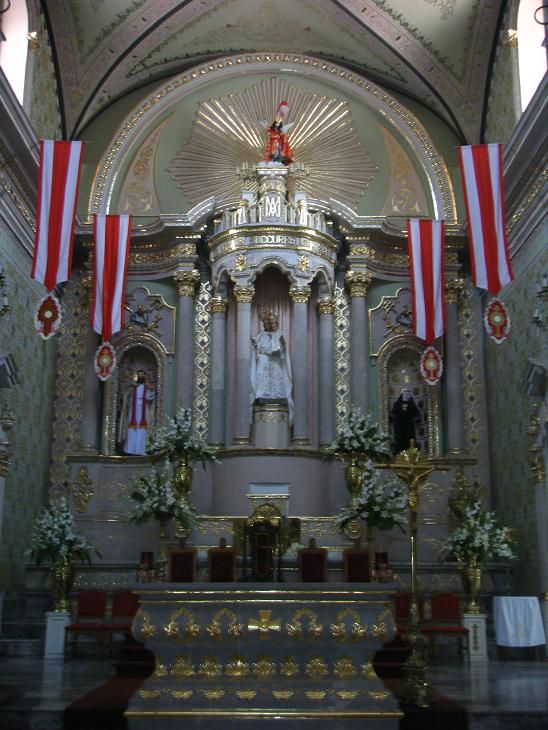
Altar de la Parroquia de San Miguel Arcángel de Uriangato, terminada de remodelar en 2008.

La Iglesia San Miguel Arcángel es el templo católico y casa parroquial del municipio de Uriangato, en la zona sur del estado de Guanajuato, en México. También es conocida como "Parroquia de San Miguel Arcángel"

## Ubicación
Se ubica en el Jardín Independencia de Uriangato en la calle Miguel Hidalgo, frente al jardín principal de dicha ciudad.

## Festividad
La festividad es el 29 de septiembre el día de la celebración de San Miguel Arcángel, las fiestas inician 9 días antes con los candiles y terminan 8 días después con La Octava.
Vea: Candiles Uriangato, Tapetes Uriangato y La Octava en Uriangato.

## Historia
San Miguel Arcángel es el Santo Patrono de la ciudad y el municipio de Uriangato, desde el primer asentamiento que se tiene registrado en este territorio en el año de 1549, donde Fray Diego de Chávez, fraile Agustino del convento de San Pablo Yuririahpúndaro, nombró al asentamiento Congregación de Nativos de San Miguel de Uriangato. Esta Iglesia católica fue construida por los padres Agustinos entre 1897 y 1923 para venerar la imagen del Arcángel San Miguel. El reloj de tres caras de la torre fue traído desde Alemania vía Veracruz, a Salvatierra por ferrocarril y hasta Uriangato en el lomo de una mula en el año 1919. Es la construcción más emblemática del municipio de Uriangato en el Estado de Guanajuato, México.
Desde el año 2005 es la parroquia de la parte sur y oriente del municipio de Uriangato, ya que la parte norte y poniente está a cargo de la Iglesia del Sagrado Corazón de Jesús (Uriangato).

## Arquitectura
La arquitectura de la Parroquia representa las líneas clásicas que dominaron el siglo XIX, es una interesante muestra arquitectónica de dicho estilo en donde es fielmente venerado el Santo Patrono de la ciudad San Miguel Arcángel. La Iglesia por iniciativa de Fray Ubertino Socorro Herrera, vicario de Uriangato, con la participación de los lugareños, con donativos y mano de obra de los vecinos del lugar.
La hoy Parroquia de San Miguel Arcángel es de estilo neoclásico, su fachada contiene elementos con tendencias del estilo clásico; los muros fueron construidos con piedra, mientras que las columnas, arcos, la torre y algunos otros detalles lo fueron de cantera rosa. 
La torre está compuesta por tres niveles: primer cuerpo, destacan cuatro grupos de tres columnas cada una con colocación simétrica, tiene tres puertas que miran al poniente, con vista al jardín principal y en dirección a la ciudad de Jerusalén, compuesta también de tres columnas, cada una con un poco más delgada, como soporte de dos arcos clausurados en los costados de la entrada principal. 
Otras dos columnas más delgadas están rematadas por capiteles de estilo corintio, se le llaman terciadas o pareadas, sostienen una blastra de cinco secciones de la que parte el segundo cuerpo. 
El segundo cuerpo, está decorado de grandes bloques rectangulares, llamados almohadillas. De aquí parte el segundo cuerpo en una sección destinada a un gran reloj de tres caras. 
El campanario está compuesto por columnas más delgadas, tres en cada esquina en el primer nivel y dos en el segundo nivel, en donde en cada esquina hay un florón. Los niveles están rematados con frontones rotos, triangulares y circulares. 
Estos niveles llevan a cuestas dos campanas, un esquillón y dos esquilas que en conjunto pesan aproximadamente 30 toneladas. 
Hay un tercer nivel, con una pequeña cúpula denominada cebollín (elemento ornamental de origen Bizantino) que tiene una decoración de mosaico color verde, rematada por una cruz y un pararrayos. 
Su interior, en forma de cruz latina cuenta con dos altares laterales en donde se encuentran las imágenes del Sagrado Corazón y la Virgen del Carmen. La nave se encuentra cubierta por siete bóvedas en forma de pañuelo, destacando en su interior el coro alto, una cúpula hexagonal y su bella ornamentación en donde se encuentran imágenes de diversos Santos, los detalles se encuentran revestidos de lámina u hoja de oro.
Al lado de la Parroquia, se encuentra el Santuario de la Virgen de Guadalupe. Ambos recintos comparten el atrio remodelado y ampliado en 1989, encontrándose en él una fuente labrada en cantera, dos prados y dos conjuntos de arcos construidos en 1992 del mismo material. Este importante atractivo puede ser visitado todos los días, entre las calles de Ocampo y Juárez, frente al Jardín Principal de la Ciudad de Uriangato.
[[Archivo:|FB_IMG1588983070153.jpg|R.P. Fray Ubertino del Socorro Herrera, Vicari.]]